# Oenanthe familiaris
El colinegro familiar (Oenanthe familiaris) es una especie de ave paseriforme de la familia Muscicapidae propia de África subsahariana.

## Taxonomía
El colinegro familiar fue descrito e ilustrado por el naturalista francés François Levaillant en el volumen 4 de Histoire naturelle des oiseaux d'Afrique publicado en 1805. Llamó al pájaro «Le Traquet Familier», pero no le dio a la especie un nombre binomial. El nombre binomial Motacilla familiaris fue introducido por el editor inglés John Wilkes en 1817. La especie fue posteriormente colocada en el género Cercomela introducido por Charles Lucien Bonaparte en 1856. Estudios de filogenética molecular realizados en 2010 y 2012 encontraron que el género Cercomela era polifilético. Como parte de una reorganización de especies para crear géneros monofiléticos, cinco de sus especies, incluido el colinegro familiar, fueron asignadas a Oenanthe.

### Subespecies
Se reconocen siete subespecies:
- O. f. falkensteini (Cabanis, 1875) – desde Senegal hasta el noroeste de Etiopía, el sur Uganda y Tanzania;
- O. f. omoensis (Neumann, 1904) – en sureste Sudán, el suroeste de Etiopía, el noroeste de Kenia y el noreste de Uganda;
- O. f. angolensis (Lynes, 1926) – en el oeste de Angola y el norte de Namibia;
- O. f. galtoni (Strickland, 1853) – en el este de Namibia, el oeste de Botsuana y el norte de Sudáfrica;
- O. f. hellmayri (Reichenow, 1902) – desde el sureste de Botsuana hasta el sur de Mozambique y el noreste de Sudáfrica;
- O. f. actuosa (Clancey, 1966) – en el este de Sudáfrica y Lesoto;
- O. f. familiaris (Wilkes, 1817) – en el sur de Sudáfrica.

## Descripción
El colinegro familiar es un ave rechoncha con la cola corta midiendo entre 14 y 15 cm de largo. Las partes superiores de los adultos son de color marrón opaco con las coberteras auriculares y el área detrás de los ojos de un marrón más cálido. Las partes inferiores varían de blanquecino a marrón grisáceo pálido, y el obispillo y las plumas externas de la cola son de color rojizo con las puntas de marrón oscuro. Las plumas centrales de la cola son de color marrón oscuro. El pico, corto y recto, y las patas son negras. Ambos sexos son iguales, pero los juveniles tiene manchas en la parte superior y un patrón escamoso en el pecho.